# Alessandra Santos
Alessandra Januário dos Santos est une joueuse brésilienne de volley-ball née le 13 avril 1988 à Rio de Janeiro. Elle mesure 1,74 m et joue au poste de réceptionneuse-attaquante. 

## Clubs
| Club                     | De        | À         |
| ------------------------ | --------- | --------- |
| Tijuca Tênis Clube       | 1997-1998 | 2003-2004 |
| Jaraguá do Sul           | 2005-2005 | 2005-2005 |
| Sesi Esporte/Uberlândia  | 2005-2006 | 2006-2007 |
| EC Banespa               | 2007-2008 | 2008-2009 |
| Vôlei Futuro             | 2009-2010 | 2010-2011 |
| Macaé Sports             | 2011-2012 | 2011-2012 |
| Rio do Sul               | 2012-2013 | 2012-2013 |
| Sesi-SP                  | 2013-2014 | 2013-2014 |
| Rio do Sul               | 2014-2015 | 2014-2015 |
| Volley Köniz             | 2015-2016 | 2015-2016 |
| Balıkesir BBSK           | 2016-2017 | 2016-2017 |
| Sesi-SP                  | 2017-2018 | 2017-2018 |
| Brasília Vôlei           | 2018-2019 | 2018-2019 |
| Fluminense Football Club | 2019-2020 | …         |

## Palmarès
- Coupe du Brésil
  - Finaliste : 2014.
- Championnat sud-américain des clubs
  - Vainqueur : 2014.
- Championnat du Brésil
  - Finaliste : 2014.